# Ратаг
Ратаг, ратак — подписная буква ра или подстрочный контактный диакритический знак в тибетском языке. По графическому сходству можно предположить близкое родство ратака с бенгальским ропхола. Ратак повторяет нижний элемент буквы ра и пишется слитно с коренной буквой слога образуя лигатуру c 14-ю буквами ( ба, га, да, ка, кха, ма, на, па, пха, та, тха, са, ха, ща ).
С буквами на, ма, ща, са ратаг не читается.    
С буквами та, тха, да и ха ратаг читается как тра, тхра, дра, хра.    
С буквами ка и па читается как тра.  
С буквами кха и пха читается как тхра.   
С буквами га и ба читается как дра.  
В санскритских заимствованиях применяется для отображения ракарсодержащих лигатур.
В бирманском языке ратагу этимологически соответствует знак яйи , в кхмерском — , .

## Ратаги
Ратаг участвует в написании 36-ти инициалей:
- Карататра